# Габриэл Верон
Габриэ́л Веро́н Фонсе́ка де Со́уза (порт.-браз. Gabriel Veron Fonseca de Souza; род. 3 сентября 2002, Асу, Риу-Гранди-ду-Норти), или же просто Габриэ́л Веро́н (порт.-браз. Gabriel Veron) — бразильский футболист, полузащитник португальского клуба «Порту», выступающий на правах аренды за бразильский клуб «Сантос».

## Клубная карьера
Воспитанник футбольной академии клуба «Палмейрас».
28 ноября 2019 года дебютировал в основном составе «Палмейрас» в матче бразильской Серии A против «Флуминенсе», выйдя на замену Виллиану. 5 декабря 2019 года сделал «дубль» в матче бразильской Серии A против «Гояса».
В 2020 году помог своей команде стать чемпионом штата и завоевать Кубок Бразилии. В розыгрыше Кубка Либертадорес 2020 сыграл в семи матчах и забил два гола. Помог своей команде стать обладателем трофея. В ноябре 2021 года во второй раз подряд выиграл Кубок Либертадорес, в ходе которого Габриэл Верон сыграл в четырёх матчах, причём во всех играх он выходил на замену, проведя на поле значительно меньше времени, чем в предыдущем розыгрыше.
22 июля 2022 года перешёл в португальский клуб «Порту».

## Карьера в сборной
С 2018 года выступал в составе сборной Бразилии до 17 лет. В 2019 году выиграл чемпионат мира среди игроков до 17 лет, который прошёл в Бразилии, забив на нём 3 мяча и был признан лучшим игроком турнира.

## Личная жизнь
Габриэл Верон был назван родителями в честь легенды аргентинского футбола Хуана Себастьяна Верона.

## Достижения

### Командные достижения
- Чемпион штата Сан-Паулу: 2020
- Чемпион Кубка Бразилии: 2020
- Обладатель Кубка Либертадорес (2): 2020, 2021
- Победитель чемпионата мира (до 17 лет): 2019

### Личные достижения
- «Золотой мяч» чемпионата мира среди игроков до 17 лет: 2019[5]